# Lucius Papirius Cursor (Konsul 326 v. Chr.)
Lucius Papirius Cursor war ein Feldherr und Politiker der römischen Republik.
Papirius wurde laut den Fasten fünfmal zum Konsul gewählt (326, 320, 319, 315 und 313 v. Chr.), zweimal war er Diktator (325/324 und 309 v. Chr.). Dreimal wird er als Magister equitum aufgeführt (340, 320 und 319 v. Chr.) und genauso oft als Triumphator (324, 319 und 309 v. Chr.). 325 v. Chr. wurde er zum „dictator rei gerundae causa“ ernannt, um den Zweiten Samnitenkrieg (326–304 v. Chr.) zu führen, dessen Hauptheld er wurde.
Papirius war ein ausgezeichneter Feldherr und ein Mann von altrömischer Strenge und Tüchtigkeit. 324 v. Chr. verurteilte er als Dictator seinen Magister equitum Quintus Fabius Maximus Rullianus wegen einer gegen seinen Befehl von ihm gelieferten Schlacht zum Tod und ließ sich nur durch die vereinten Bitten des Vaters, des Senats und des Volkes bewegen, ihn zu begnadigen.
320 v. Chr. rächte Papirius die Niederlage der Römer in den caudinischen Pässen, indem er das zu den Samniten abgefallene Luceria zur Übergabe zwang, alle bei Caudium verlorenen Feldzeichen wieder erbeutete und 7000 Samniten durchs Joch schickte. 309 v. Chr. wiederum zum Diktator ernannt, besiegte er die Samniten bei Longula und triumphierte zum zweiten Mal über sie.
Seinen Beinamen Cursor („der Läufer“) soll Papirius laut dem Geschichtsschreiber Titus Livius wegen seiner Schnelligkeit im Laufen erhalten haben. Die aktuelle Forschung hingegen geht davon aus, dass Papirius sein Kognomen von Großvater und Vater erbte.
Auch sein Sohn Lucius Papirius Cursor, Konsul 293 v. Chr., kämpfte siegreich gegen die Samniten.